# Trio Scho
Trio Scho ist eine Musikgruppe aus Poltawa, Ukraine, die seit 1994 von Berlin aus wirkt.

## Über das Trio
Die Präsenz russischer Musik ist seit den 1990er Jahren charakteristisch für bestimmte Stadtteile Berlins (z. B. Prenzlauer Berg), in denen die Immigration von Menschen aus der einstigen Sowjetunion auch zu einer Integration geführt hat. Das Trio Scho steht mit seinen zahlreichen Projekten wie kaum eine andere Gruppe hierfür.
„SCHO“ (russ. „schto“) ist ein Slang-Wort aus Odessa und heißt so viel wie „Was soll sein?!“ Die drei Musiker von SCHO fanden sich im Jahr 1991 in ihrer Heimatstadt Poltawa in der Ukraine zusammen:
Gennadij Desiatnik: Gesang, Violine und Gitarre
Valery Khoryshman: Akkordeon und Gesang
Alexander Zhukov: Kontrabass und Gesang
Aus dieser Begegnung entstand das erste Programm von Trio SCHO: Old Russian Swing (Gorodskie Pesni, russ.: Lieder der Städte) – eine fast in Vergessenheit geratene Spielweise. Nach den ersten Erfolgen in ihrer Heimat reiste das Trio im Jahr 1994 nach Deutschland und spielte ebensolche russischen Tangos, Swing-Titel und Romanzen der 1920er Jahre in Berlin, einer Stadt, die inzwischen auch zur Wahlheimat für die Musiker wurde – mit Ausnahme von Alexander Zhukov, der immer wieder nach Poltawa zurückkehrte und schließlich dort blieb. So wurde die Position des Kontrabass eine wechselnde. Einige Jahre spielte Andreas Krumwiede aus Hannover im Trio, später der Berliner Michael Jach und Valeriy Pysarenko. Und seit 2012 ein Mann aus Russland: Alexander Franz.
Im Jahr 1996 kam die Zusammenarbeit mit dem französischen Chanson-Sänger Jean-Pierre Morkerken hinzu und ab 1997 spielte das Trio bei dem legendären „Talk 2000“ Christoph Schlingensiefs (VOX) die musikalischen Einlagen. Im Lauf der folgenden Jahre entwickelte sich auch die Zusammenarbeit mit Karsten Troyke. Im Jahr 1999 entstand das gemeinsame Konzertprogramm: „Schweig, Towarisch“ – russisch-jiddische Lieder aus der Sowjetunion. Darauf folgten mehrere Liederprogramme u. a. mit Kompositionen von Gennadij Desiatnik und Texten von Troyke, 2004 wurde ein solcher Abend in Leipzig in der Schaubühne Lindenfels aufgezeichnet (Sunset Movie). Auch die Jiddischen Liederprogramme gaben sie weiterhin, u. a. beim Klezmer Festival in Ancona 2004 und in Brüssel und Warschau 2005. Von diesen Auftritten sind ebenfalls Dokumentar- und Konzertfilme gedreht worden („Yiddish Soul“).
Eine gemeinsame Arbeit mit Ursula Karusseit und Günter Junghans in Josh Sellhorns Programm: „Schlaf schneller, Genosse...“ aus der Reihe Jazz-Lyrik-Prosa ist bis heute eines der meistgebuchten Programme dieser Reihe. Trio Scho war auch ständiger Gast im inzwischen verschwundenen Hackeschen Hoftheater in Berlin.
Seit 2005 spielt das Trio, zusammen mit dem Klarinettisten Jan Hermerschmidt zweimal jährlich im Kammermusiksaal der Philharmonie in Berlin („The best Of Klezmer“, wieder mit Karsten Troyke).
2006 spielte das Trio SCHO die Musik zur CD „Tango oyf yiddish“ und 2012 zur "Tang oyf yiddish" Vol. 2 von Karsten Troyke.
Sie waren 2007 und 2008 Gäste der "Fête de L’Humanité" in Paris. Den Chansonnier Christophe Bourdoiseau begleitete Trio SCHO auf seiner Debüt-CD "Tant de saisons perdues" 2008, 2009 bei der Produktion "Constellation périphérique" und 2011 bei CD „La Mort du loup“.
Auch die Arbeit für TV und Film wird fortgeführt: Als Film-Band spielten sie 2008 in The Dust of Time von Theo Angelopoulos.
Die 10-teilige Serie Im Angesicht des Verbrechens von Dominik Graf zeigte Trio Scho wieder mit russischen Liedern und wurde im Frühjahr 2010 auf arte ausgestrahlt.
2009 wirkte Trio SCHO bei der Filmproduktion „Der Uranberg“ von Dror Zahavi mit.
Im Sommer 2010 wurde die vierte CD des Trios – „Kiewer Tramway“ aufgenommen. Lieder vom Schwarzen Meer, aus Kiew und Odessa. Produziert wurde es von Karsten Troyke und erschien bei Danzone – Oriente Musik.
Im Jahr 2008 hat das Trio Scho ein neues Projekt ins Leben gerufen „ODESSA EXPRESS“ – mit RussaNova aus Berlin, Eigenkompositionen von Gennadij Desiatnik, z. T. mit deutschen Texten von Karsten Troyke.
Im Jahr 2012, auch bei Danzone – Oriente Musik, erschien die erste CD von Odessa Express "RussaNova".

## Veröffentlichungen
- 2000 Old Russian Popsongs – Live-Mitschnitt aus dem Hackeschen Hoftheater, Raumer Records
- 2002 ODESSA – Russische Songs aus dem letzten Jahrhundert, Raumer Records
- 2005 TRANSIT – eine musikalische Reise von Odessa über Berlin nach Paris, Raumer Records
- 2008 MOSKAU – BERLIN, Raumer Records (Compilation)
- 2010 KIEWER TRAMWAY – Lieder vom Schwarzen Meer, aus Kiew und Odessa. Oriente Musik
- 2012 RussaNova – ODESSA EXPRESS. Oriente Musik

## Mitwirkung
- 1996 Jean-Pierre Morkerken: "A bientôt grand Jacques", Raumer Records
- 1999 Karsten Troyke: „Shuloym Alaykhem - The Old Yiddish Songs“, Raumer Records
- 2001 Karsten Troyke & Suzanna: „Chanson Total“, Raumer Records
- 2001 „Schlaf schneller, Genosse“, mit Ursula Karusseit, Günter Junghans, Suzanna, Eulenspiegel
- 2005 Karsten Troyke: „Grüne Blätter – remastered“, Troyke, Raumer Records
- 2005 „Jazz Lyrik Prosa III“, Buschfunk
- 2006 Karsten Troyke: „Tango Oyf Yiddish“, Oriente Musik
- 2008 Christophe Bourdoiseau: "Tant de saisons perdues"
- 2009 Christophe Bourdoiseau: "Constellation périphérique"
- 2011 Christophe Bourdoiseau: “La Mort du Loup”
- 2012 Karsten Troyke: „Tango Oyf Yiddish“ Vol. 2, Oriente Musik